# Nociglia
Nociglia (Nucija in dialetto salentino) è un comune italiano di 2 085 abitanti  della provincia di Lecce in Puglia.
Situato nel basso Salento, fa parte dell'unione di comuni delle Terre di Mezzo.

## Geografia fisica

### Territorio
Il comune sorge nella porzione sud-orientale della penisola salentina a circa 10 km dal Mare Adriatico. Confina a nord con il comune di San Cassiano, a est con i comuni di Poggiardo e Surano, a sud con il comune di Montesano Salentino, a ovest con il comune di Supersano. L'abitato è adagiato su una collinetta delle serre salentine a 104 metri sul livello del mare; l'altitudine del territorio comunale è compresa tra gli 82 e i 114 metri.
- Classificazione sismica: zona 4 (sismicità molto bassa), Ordinanza PCM n. 3274 del 20/03/2003

### Clima
Nociglia presenta le caratteristiche climatiche del basso Salento, e ha pertanto un clima prettamente mediterraneo, con inverni miti ed estati caldo-umide. La temperatura media di gennaio si attesta attorno ai +9,2 °C, mentre quella di agosto si aggira sui +38,2 °C. Le precipitazioni sono modeste e concentrate nei mesi autunnali e invernali, soprattutto per effetto delle correnti provenienti da sud-est. Viceversa, le correnti occidentali hanno scarsa incidenza sulle precipitazioni, a causa del sistema a scudo creato dalle serre salentine..
| Nociglia                   | Mesi | Mesi | Mesi | Mesi | Mesi | Mesi | Mesi | Mesi | Mesi | Mesi | Mesi | Mesi | Stagioni | Stagioni | Stagioni | Stagioni | Anno |
| Nociglia                   | Gen  | Feb  | Mar  | Apr  | Mag  | Giu  | Lug  | Ago  | Set  | Ott  | Nov  | Dic  | Inv      | Pri      | Est      | Aut      | Anno |
| -------------------------- | ---- | ---- | ---- | ---- | ---- | ---- | ---- | ---- | ---- | ---- | ---- | ---- | -------- | -------- | -------- | -------- | ---- |
| T. max. media (°C)         | 12,4 | 14,8 | 19,8 | 25,3 | 29,9 | 39,2 | 43,9 | 44,2 | 40,2 | 33,1 | 22,7 | 15,0 | 14,1     | 25,0     | 42,4     | 32,0     | 28,4 |
| T. min. media (°C)         | 4,0  | 10,8 | 14,4 | 15,1 | 18,9 | 23,4 | 29,9 | 32,2 | 32,8 | 27,0 | 18,9 | 12,8 | 9,2      | 16,1     | 28,5     | 26,2     | 20,0 |
| Precipitazioni (mm)        | 80   | 60   | 70   | 40   | 29   | 21   | 14   | 21   | 53   | 96   | 109  | 83   | 223      | 139      | 56       | 258      | 676  |
| Umidità relativa media (%) | 79,0 | 78,9 | 78,6 | 77,8 | 75,7 | 71,1 | 68,4 | 70,2 | 75,4 | 79,3 | 80,8 | 80,4 | 79,4     | 77,4     | 69,9     | 78,5     | 76,3 |

## Origini del nome
L'etimologia del nome deriva dal latino nux-nucis, ossia noce.

## Storia
Nociglia, come tutta l'area della provincia, ha origini legate alla preistoria, perché l'intera Puglia presenta insediamenti umani sin dal periodo paleolitico.
Dalle fonti storiche si apprende che nel III secolo a.C. durante l'invasione dell'esercito romano dei territori della Messapia, la gente del posto si rifugiò nel vicino Bosco Belvedere per sfuggire agli attacchi nemici. Terminato il pericolo, parte delle popolazioni ritornarono nei loro villaggi abbandonati; altri invece decisero di rimanere su questo vasto altopiano apprezzando le caratteristiche territoriali del luogo che consentiva il pascolo degli animali, la caccia e la raccolta dei frutti. Proprio queste genti furono i veri fondatori dell'attuale Nociglia.
Le prime notizie sull'esistenza di Nociglia si riscontrano sulla cartina itineraria della via Traiana, dove era segnalato "NUCILLIUM", voluta appunto da Traiano per allungare il percorso della via Appia, che da Roma giungeva fino a Brindisi, e allacciarla con il porto di Leuca, punto d'imbarco con l'oriente.
Il bosco Belvedere nel corso dei secoli divenne dapprima una contea del re Tancredi e poi un feudo di Carlo I d'Angiò. Successivamente passò alla famiglia De Hugot, che imparentata con la famiglia Orsini del Balzo, la ereditarono come casale della contea di Castro e Ugento.
Sull'origine del vero e proprio nucleo abitativo, fatto da case e attività, varie tesi sono state proposte da studiosi d'interpretazione storica. Mentre il Maselli sosteneva che Nociglia scaturì dalla distruzione di Castro, avvenuta ad opera di Solimano nel 1537, l'Arditi invece, appoggiava l'ipotesi che fosse nata nel 1156, ad opera di Guglielmo il Malo, dopo la distruzione di Vaste.

### Simboli
Lo stemma e il gonfalone sono stati concessi con decreto del presidente della Repubblica del 14 marzo 1968.
Stemma
Gonfalone

## Monumenti e luoghi d'interesse
Monumenti megalitici
A nord-ovest del paese esisteva (ora per la maggior parte distrutto) un monumento riconducibile ad una 'Specchia' denominata 'La Motta' in località, appunto, 'La Motta'. Molto probabilmente un presidio posto in posizione elevata realizzato in periodo normanno come punto di vedetta. Ma forse già antica specchia.  Purtroppo scomparso nel corso degli anni Settanta del Novecento. L'importanza di Nociglia crebbe fino alla prima metà dell'Ottocento, quando divenne una delle sedi distaccate della Pretura Maglie, distribuite tra Maglie ed Otranto. Importanza che si attesta anche nella citazione del paese all'interno di una delle canzoni della pizzica intitolata "Core Meu",  "... lu tamburrieddrhu meu è de Nucija ... "

### Architetture religiose
- Chiesa madre, dedicata a San Nicola vescovo, fu edificata nella seconda metà del XIX secolo su disegno dell'architetto Filippo Bacile di Spongano. L'edificio sorge sui resti di una struttura precedente che venne abbattuta a causa delle modeste dimensioni e della scarsa qualità statica delle mura. L'antica chiesa era dotata di altari barocchi che vennero alienati ad altro ente ecclesiastico alla fine dell'Ottocento.

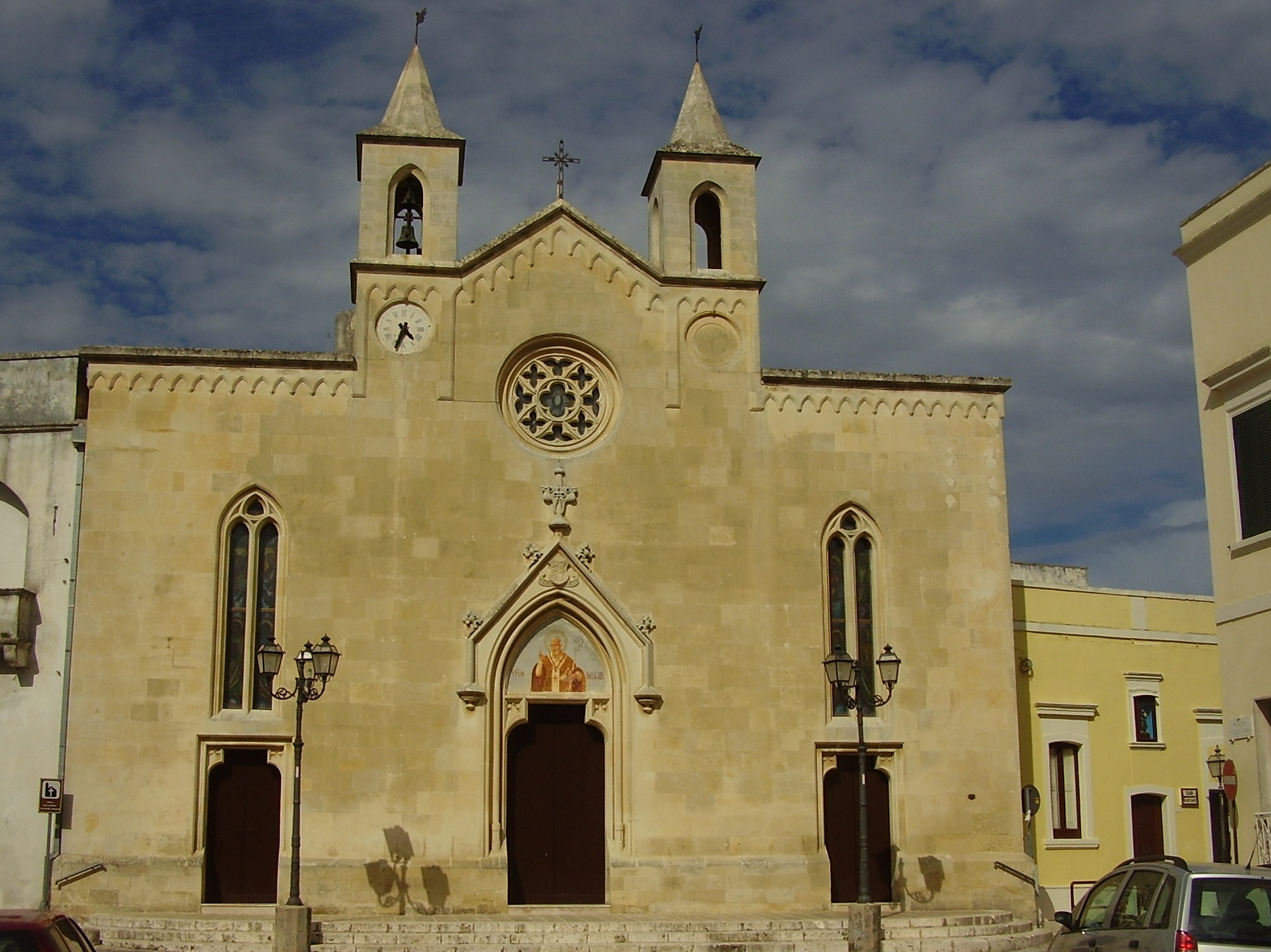
Chiesa madre

La chiesa progettata in stile neogotico e realizzata in pietra leccese con impianto basilicale a tre navate e provvista di transetto. La facciata pur rispecchiando, nelle decorazioni, il gotico internazionale, riprende gli stilemi del tardo-romanico pugliese di transizione che traguarda al gotico. Il portale centrale architravato è sormontato da lunetta archiacuta che rimanda al gotico pugliese-lucerino del periodo angioino. Sui portali laterali, sempre architravati e decorati a motivi neo-tardogotici, si impostano delle bifore oblunghe. La parte sommitale (in corrispondenza della nave principale) presenta due campanili (realizzati più tardi e non seguendo il primo progetto di Bacile) che risultano quasi non pertinenti in quanto molto ridotti rispetto alle proporzioni (come due semplici altane) volute dal progettista. La lunetta, di cui è composto il portale principale risulta affrescata con l'immagine neo-bizantineggiante di San Nicola benedicente. I due campaniletti realizzati a pianta quadrata, di cui quello di sinistra svolge la funzione di orologio pubblico. Le tre navate interne, divise da slanciati pilastri polistili, le cui modanature si pongono in un continuum con gli arconi trasversali. La navata centrale più ampia delle laterali è interrotta dal presbiterio ospitante l'altare maggiore. Dell'antica chiesa, ancora fino agli anni Settanta, prima dello smontaggio della balaustrina, era rimasto integro in situ l'altare originale.
- Cappella Madonna dell'Idri, fu costruita negli primi anni del XX secolo e comprende la chiesa bizantina di San Nicola risalente all'XI - XII secolo. Chiesa Madonna dell'Idri

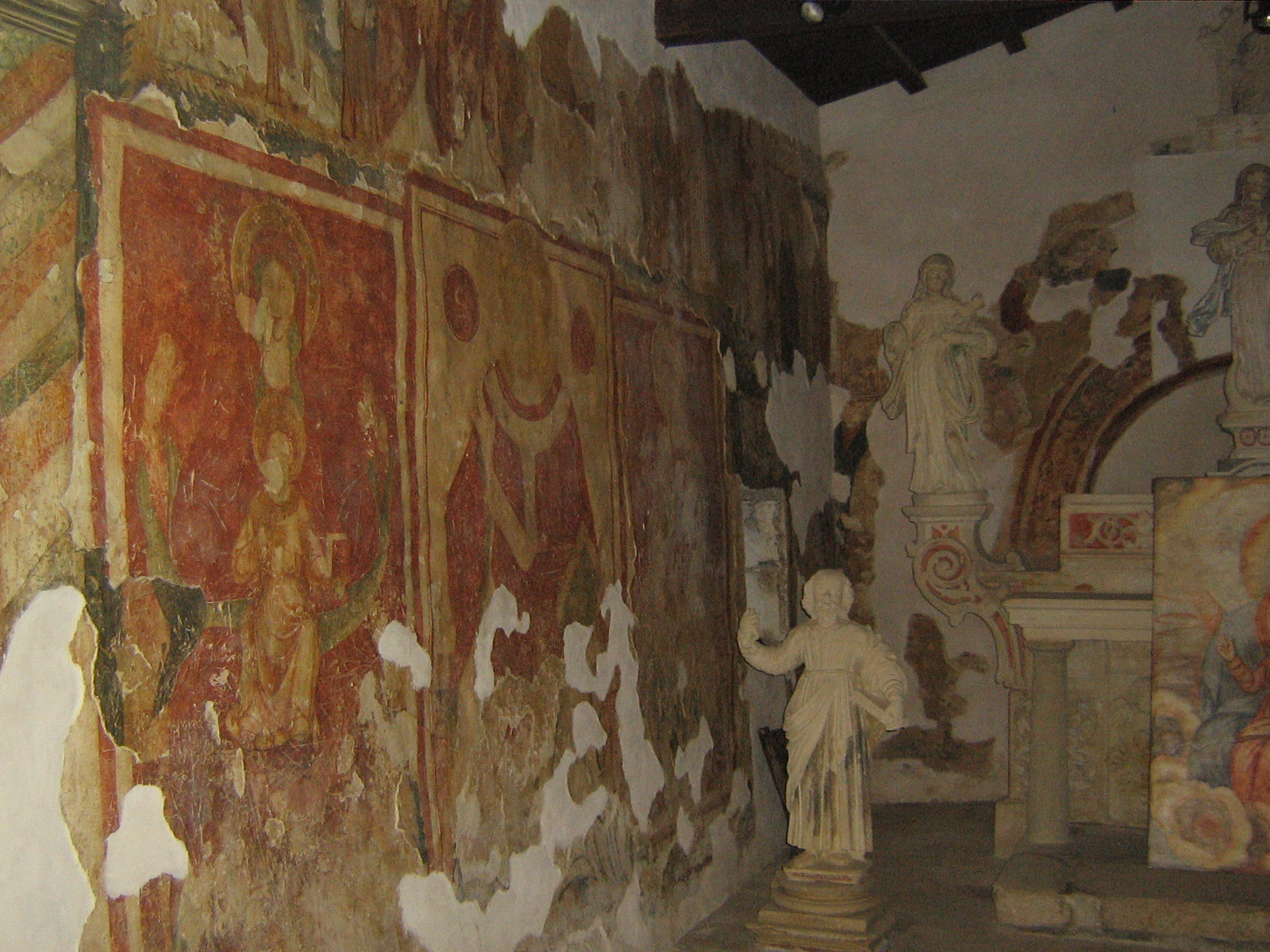
Chiesa Madonna dell'Idri

L'edificio si presenta con una semplice facciata in stile eclettico, costituita da portale timpanato e bifora centrale. L'interno è ad aula unica di piccole dimensioni con altare maggiore in pietra leccese dietro il quale, una piccola porta, permette l'accesso alla chiesa bizantina che conserva un palinsesto di affreschi su diversi strati dal XII-XIII al  XV secolo (di scuola galatinese) fino al Settecento. Le icone del XV secolo, di maggior pregio, raffigurano  la Madonna col Bambino, Santa Lucia, San Nicola, Sant'Antonio Abate, Santa Cesarea e altri santi.
- Cappella Madonna di Leuca, è una chiesa extra-urbana situata lungo l'asse viario della Strada statale 275 di Santa Maria di Leuca. Cappella dell'Assunta

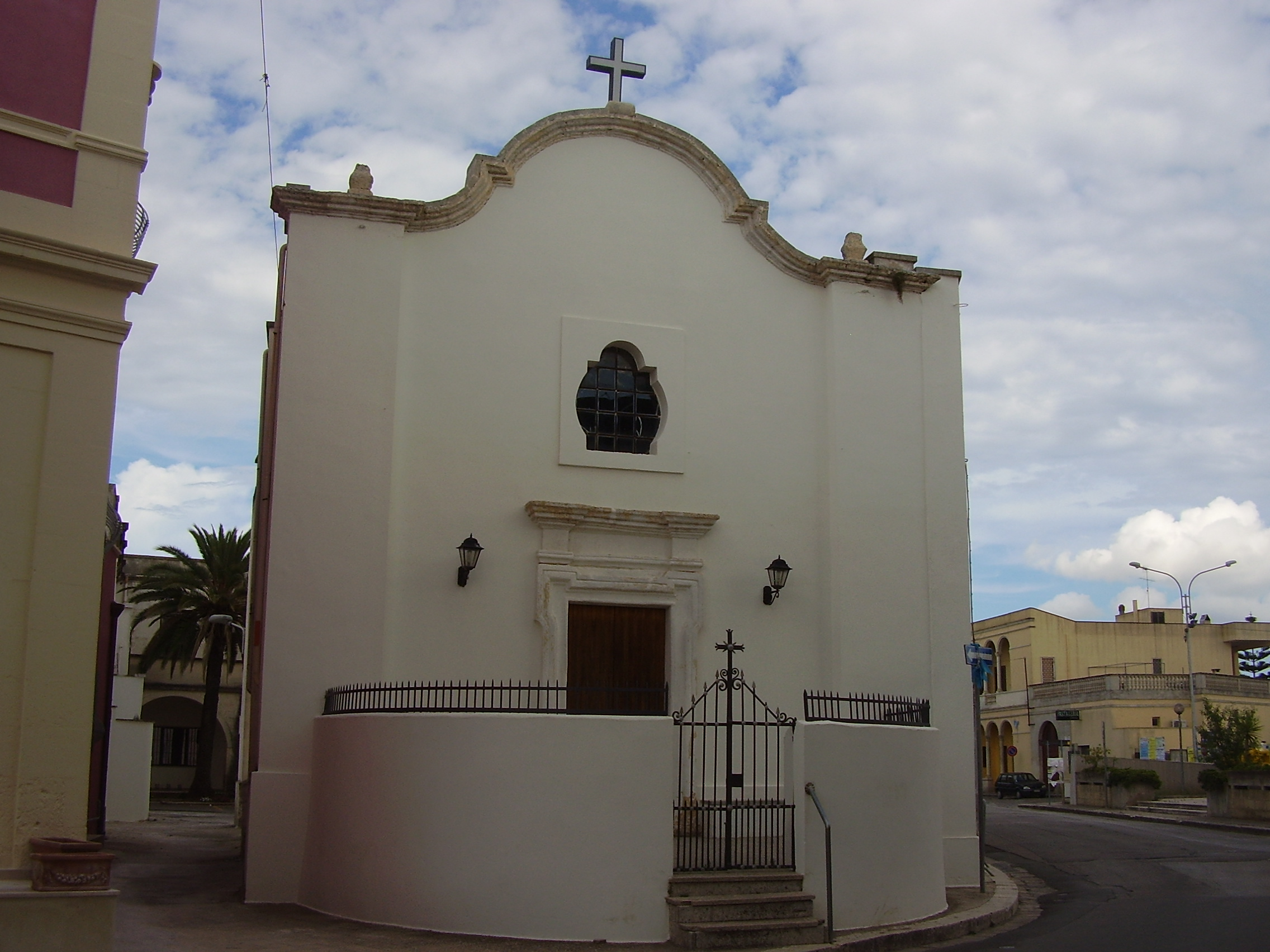
Cappella dell'Assunta

Sorge nel territorio del comune di Surano, al limite dei confini amministrativi di Nociglia. Risalente alla fine del Cinquecento, doveva appartenere alla serie di chiese che erano ubicate lungo il percorso che i pellegrini percorrevano per raggiungere il Santuario Finibus Terrae di Santa Maria di Leuca.
Presenta una semplice facciata inquadrata da due robuste paraste e caratterizzata da un unico portale, con timpano leggermente decorato, posto in asse con un finestrone rettangolare. L'interno è ad una sola navata con copertura a stella terminante nel presbiterio che accoglie l'unico altare. Sul lato orientale della chiesa sorge un vecchio cimitero abbandonato da tempo.

#### Altre chiese
- Cappella dell'Assunta, sede della confraternita omonima, del XVII secolo;
- Cappella rurale della Madonna degli Angeli, del 1902.

### Castello Baronale dei Gallone-Pignatelli

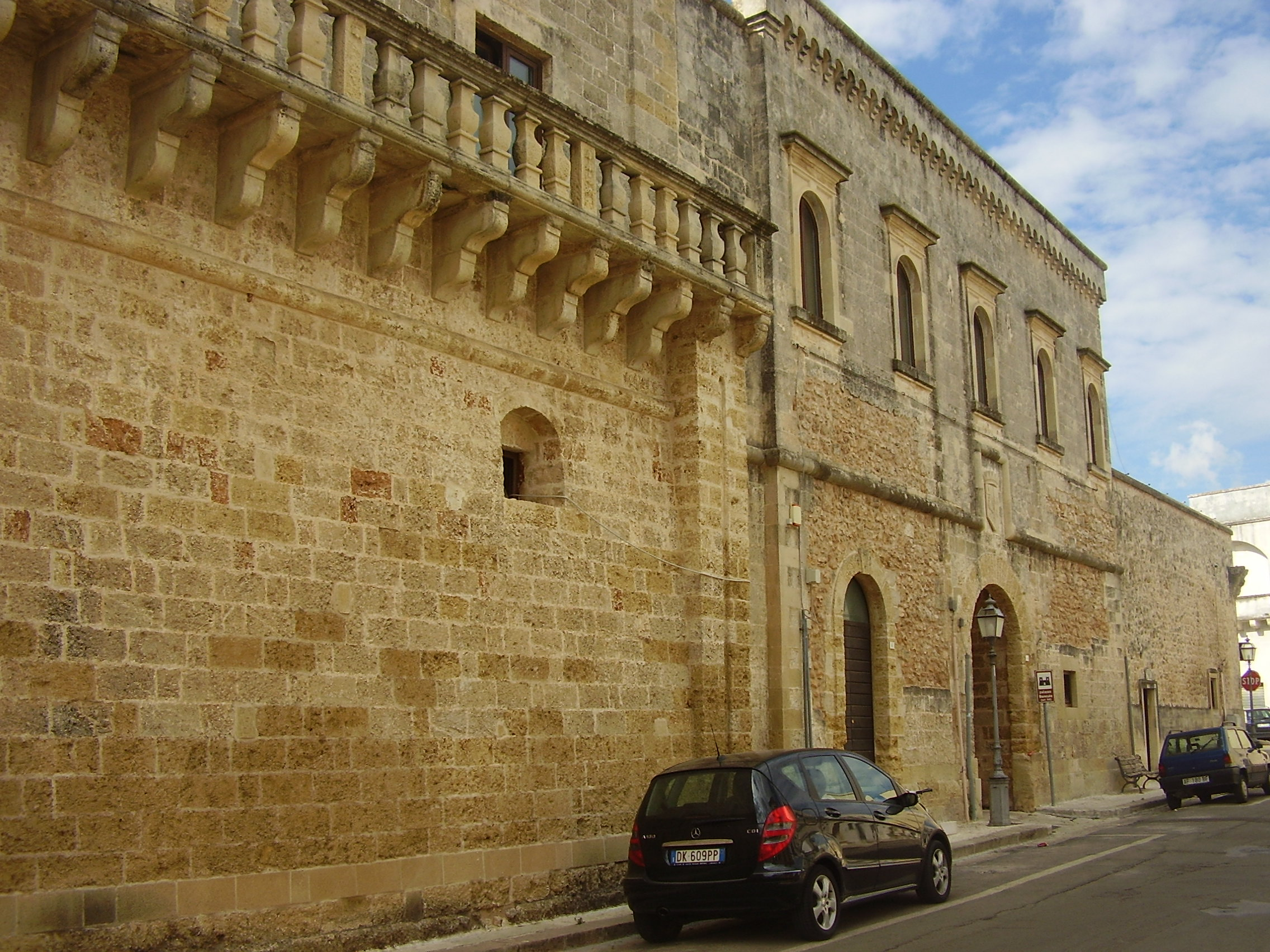
Palazzo Baronale

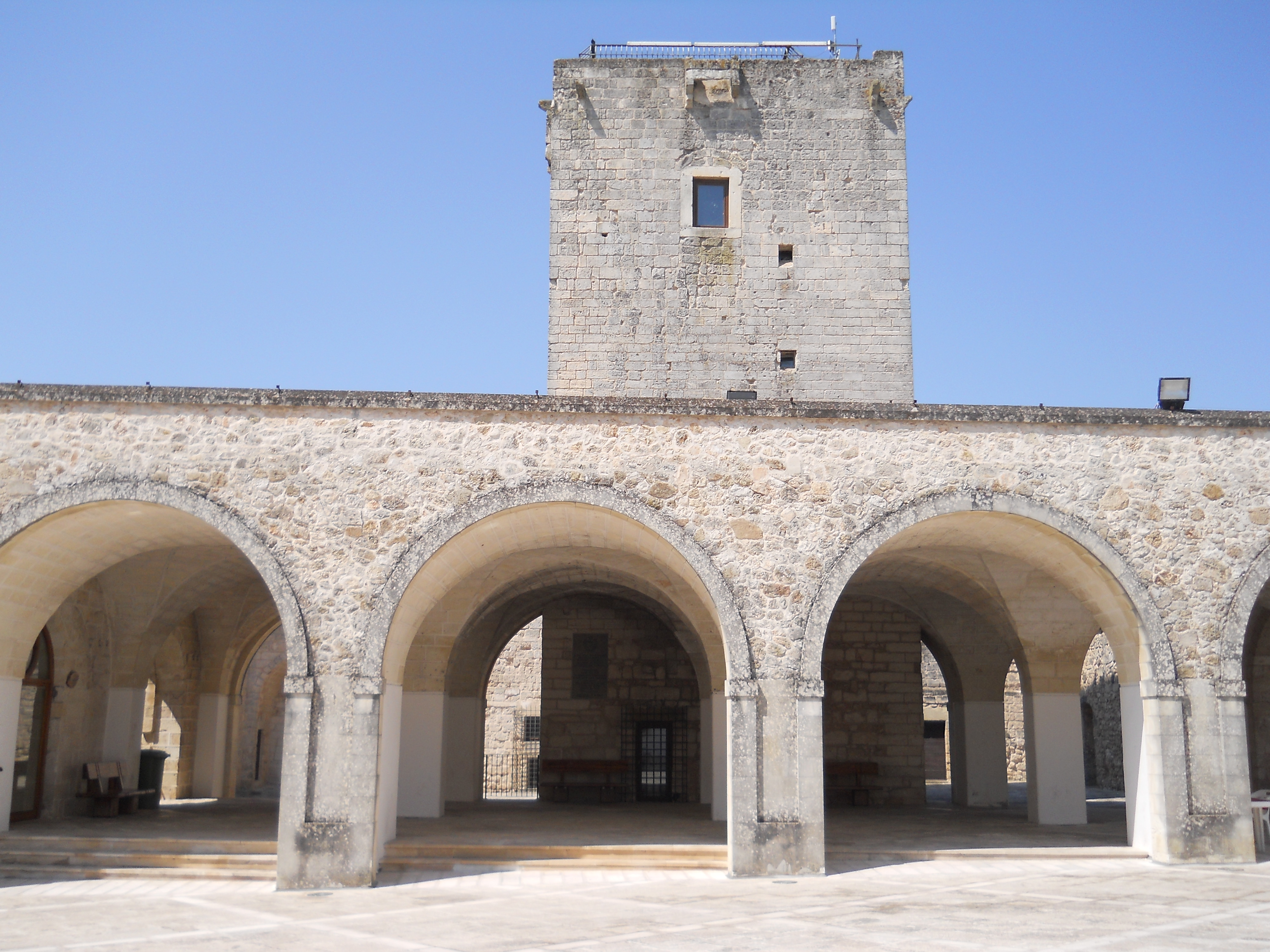
Cortile interno del Palazzo Baronale

- Palazzo Baronale, fu edificato in vari periodi successivi, che vanno dal XIV secolo, come viene attestato dal nucleo principale della struttura ossidionale come dimostra la torre medievale; con interventi radicali verso la fine del XVII secolo e con ampliamenti tra XIX e XX secolo, fino ad arrivare agli interventi di recupero nella prima metà degli anni Ottanta del Novecento. Il torrione medievale presenta all'esterno interessante tecnica costruttiva di matrice bizantina. Ai primi due metri d'altezza si riscontra un paramento a tecnica mista di matrice bizantina. Sicuramente ciò che rimane del presidio bizantino. Ma è all'interno che l'edificio turrito mostra le sue paqrticolarità. Oltre ad una volta a botte al piano terra, al piano nobile superiore si conseva all'interno di un ambiente coperto con un'interessante volta a crociera ogivale, un camino medievale ancora integrao. Uno dei pochissimi esempi di camini medievali ancora esistenti. La torre si presenta poi inglobata in una struttur asuccessiva del XV secolo, con ambienti voltati a botte e coronamento ad archetti sulle pareti esterne. La facciata principale del castello è caratterizzata da un'aggettante balconata su grandi mensoloni dovuta ad interventi Sei-settece nteschi, che conferiscono un aspetto gentile e marziale al contempo. Il paramento murario in carparo della zona le conferisce quell'aspetto cromatico dal sapore dorato. La parte ottocentesca con finestrature neocinquecentesche al piano nobile arricchisce ulteriormente il disegno e lo stile architettonico. Molti locali al piano terra risultano voltati a botte e di fattura tardo-medievale. Il ripristino di alcuni locali ottocenteschi sono il risultato di un intervento di restauro, che se da un lato ha contribuito ad aprire verso la comunità l'antico maniero dall'altro ha per certi versi scardinato il senso stesso dell'antica struttura castellare: dove sono stati aperti dei portici verso la piazza, posta sulla fiancata del castello. Interessante e degna di nota è il torrione del castello risalente al XIV secolo. Sulle quattro facciate si riscontrano resti di feritoie e piombatoie. L'interno della torre è suddiviso da due ambienti sovrapposti con volte a crociera costolonate. Un antico camino medioevale, impreziosisce l'ambiente al piano nobile. Interessante anche la tecnica costruttiva con cui è stata realizzata una parte della tessitura muraria della torre. Ai blocchi in pietra locale in opus isodomo si alternano filari in opus incertum. Il corpo principale del Castello presenta sulla facciata una balconata, realizzata tra Sei e Settecento, fortemente aggettante, che ne caratterizza l'intero prospetto e che allo stesso tempo aggiorna l'architettura tardo-medievale. Infatti sulle pareti laterali dell'intero corpo si ritrovano ancora tracce di archetti pensili risalenti ai primi del Quattrocento ed ai tempi della baronessa Sibilla. Il portale Quattro-Cinquecentesco con ghiera a tutto sesto reca lo stemma araldico (di fattura Ottocentesca) dei Gallone-Pignatelli, Principi di Tricase. Una cornice torata, marcapiano, inquadra il signum araldico posto sul portale dell'ingresso principale. Le aperture del registro posto al primo piano realizzate alla fine dell'Ottocento, sono costituite da centine a tutto sesto e rimandano ad un neo-Cinquecento che traguarda al Rinascimento adriatico di matrice veneziana. Il giardino pubblico che ricalca l'antico ortus castellare si dilata sulla piazza principale, attraverso il loggiato aperto negli anni Ottanta che conferisce alla facciata laterale un aspetto architettonico di natura tardo-dechirichiana o di neo-stile coloniale, che non poteva che attuarsi in pieno clima post-moderno. Nonostante il fascino dell'affastellamento stilistico e della bellezza delle singole strutture architettoniche l'effetto generale è di persistente spaesamento generale. Alla fine del XV secolo ci abitava la baronessa Camilla, citata nel resoconto di viaggio del 'Lo Balzino' di Rogeri da Pacienzia. Un edificio ancora sottoutilizzato e divenuto simbolo monumentale del paese, ma che non riesce a darsi un vero ruolo contemporaneo, oltre a sottolineare l'importanza di Nociglia nel passato. Attualmente destinato ad uso culturale e ricreativo.

### Altre architetture civili
- Caffeàus, purtroppo andato distrutto. Era una struttura costituita da un padiglione a pianta centrale coperto a cupola con tanto di occhio centrale, la cui cupola interamente affrescata a motivi campestri e bucolici (rovi e uccelli locali disposti su un cielo azzurro). Il padiglione costruito alla fine dell'Ottocento in un grande giardino privato come luogo di delizie, di sosta, durante le canicole estive, e di ristoro al centro di due crocevia costituiti da viali decorati con un pergolato di rose bianche e rosse. L'intero complesso di proprietà privata dei Ruggieri di Nociglia fu distrutto negli anni Settanta per far posto a dei caseggiati.
- Masseria 'delle carceri, o residenza di caccia dei Gallone-Pignatelli un edificio della fine del Quattrocento o tutt'al più degli inizi del Cinquecento realizzato completamente in carparo locale. Costituisce un unicum nella zona. Per il disegno costituito di una particolare architettura signorile ma al contempo monumentale per l'utilizzo del materiale da costruzione: carparo ocra molto duro. Colpisce l'osservatore l'elemento marcapiano sagomato a toro in carparo che dona al prospetto un'aurea castellare. Ma mancano elementi o rimandi a strutture ossidionali, quali caditorie, bertesche etc. L'edificio trascurato dalla letteratura architettonica locale per lungo tempo e mai associato alle strutture architettoniche del Casatello appartenuto alla stessa proprietà: ai Gallone-Pignatelli. A giudicare dallo stemma perduto. La struttura fino agli degli anni Novanta del Novecento manteneva ancora gli annessi funzionali alla masseria: una 'curte' attorno alla quale si disponevano le 'suppinne' in pietrame a secco e intonaco di calce e terra rossa (delle strutture basse, le stalle per il ricovero di armenti e vacche) distribuite intorno ad uno spiazzo quadrangolare. Ma tutti gli annessi furono demoliti perché in stato di rudere. La struttura perfettamente simmetrica con corte centrale voltata a botte a cui si accede tramite un arcone centinato costituito da alti conci in carparo non sagomati da alcuna modanatura. Sulla parete di fondo un altro arcone (attualmente tamponato) che presenta in chiave un modiglione con lo stemma scalpellato o asportato. A destra dell'accesso, i un angolo all'interno si nota una vera di pozzo. Il cosiddetto 'pozzo della vergine' secondo la leggenda era rivestito di coltelli, all'interno del quale in epoca remota fu "sacrificata una giovane vergine". Mentre sui lati destro e sinistro delle pareti dell'androne si aprono i due blocchi abitativi costituiti da quattro ambienti per lato, anch'essi voltati a botte a tutto sesto. All'interno degli ambienti a circa due metri e quaranta una ìcimineia' mensola per la stagionatura del formaggio. In ogni ambiente un enorme camino ben realizzato e sagomato da una mensola a becco d'anatra geometrica. La perfetta tecnica muraria indica una committenza di pregio, forse dei conti, nella prima fase della costruzione. In una seconda fase subentrarono certamente i Gallone-Pignatelli, come indicato dalla presenza del grande stemma araldico della famiglia, asportato alla fine degli anni Ottanta. Nello stesso adrone si apre una scala ampia di circa 160 cm con gradini comodo in carparo, un pianerottolo a metà percorso su cui si apre un finestrino panoramico che traguardava la piana del bosco di Belvedere. La scala coperta con una volta a botte in carparo porta al piano nobile costituito da cinque ambienti di cui uno voltato a spigolo. I restanti ambienti attualmente scoperchiati, ma forse in antico coperti da tetti a doppia falda con incannicciato e coppi. Gli ambienti suddetti prendevano luce da finestre architravate, mentre l'ambiente centrale da una loggia costituita da due archi impostati su un pilastrino ottagono in pietra leccese. Attualmente la loggia risulta tamponata all'interno si aprono delle finestrature architravate. I piedritti delle finestre e gli architravi sicuramente di spoglio, si nota nell'intercapedine la lavorazione originale dei piedritti di spoglio lavorati bugne di diamantate obliterata, di sicura realizzazione fine-quattrocentesca. Anche altre due finestrature erano costituite da elementi di spoglio. Intere finestra con piedritti e architrave a bugne di diamante, mentre sul fregio compariva un'epigrafe in latino. Completava il costrutto una modanatura a gola diritta.Mentre il davanzale a gola rovescia. Tutto in pietra leccese che si stagliava sull'ocra giallo forte della parete in carparo. Le finestre poste sui due volumi estremi, evidentemente aggiunti in un secondo momento erano invece di carparo con altrettante modanature a gola che caratterizzavano il davanzale. Queste ultime però sopravvivono, mentre le finestre a bugna di diamante, già di spoglio sono state asportate. Sempre al piano nobile, una grande terrazzo traguardava anticamente la piana del bosco belvedere. Attualmente la piana degli ulivi.
- altre Masserie caratterizzavano il territorio di Nociglia, tra le altre La Masseria dei 'Cinque grani' la cui stortura in gergo a portato a denominarla 'cinque rane'; La Masseria Pasca; etc.

## Società

### Evoluzione demografica
Abitanti censiti

### Etnie e minoranze straniere
Al 31 dicembre 2017 a Nociglia risultano residenti 47 cittadini stranieri pari al 2,05% della popolazione complessiva.

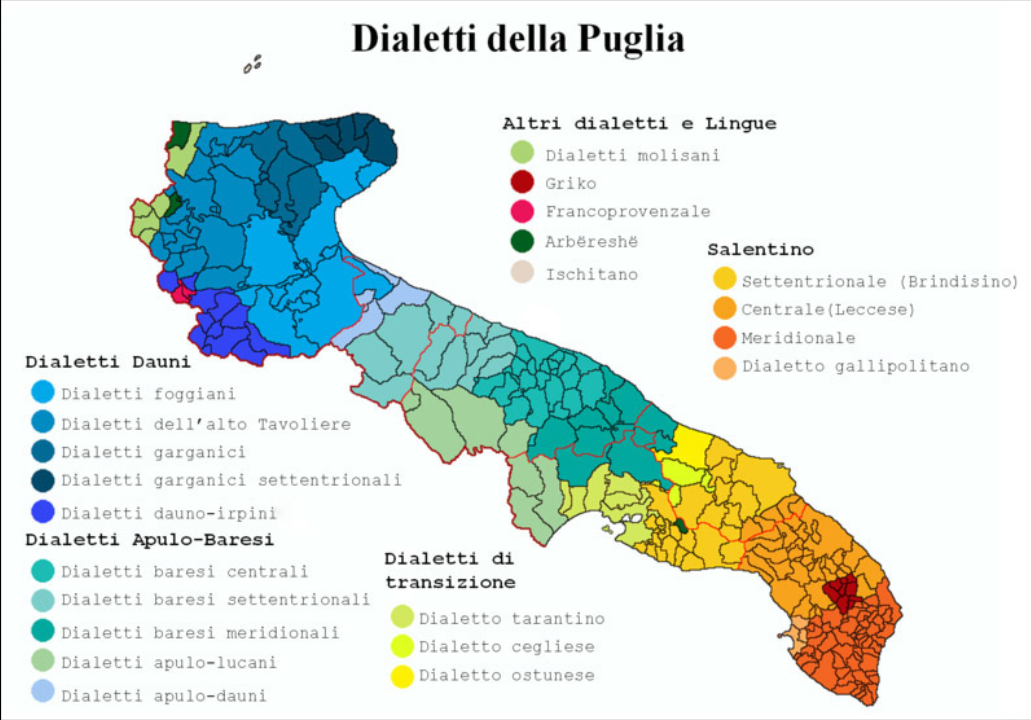
Dialetti pugliesi

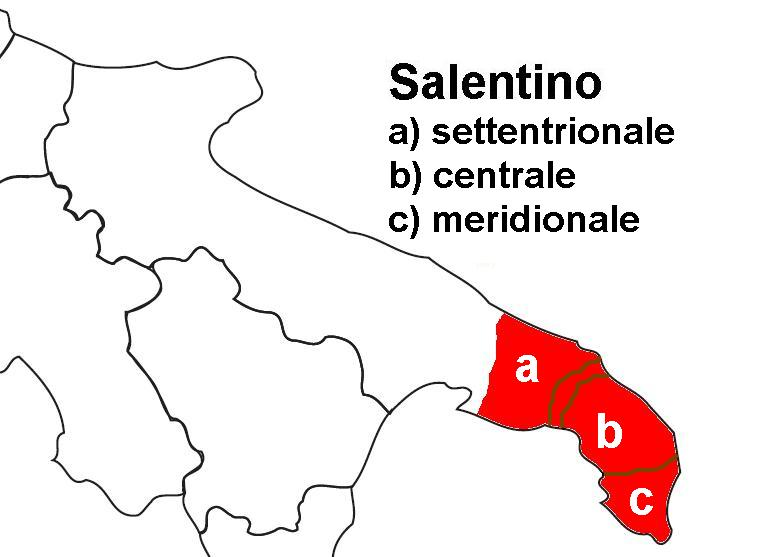
Diffusione del dialetto salentino

### Lingue e dialetti
Il dialetto parlato a Nociglia è il dialetto salentino nella sua variante meridionale. Il dialetto salentino, appartenente alla famiglia delle lingue romanze e classificato nel gruppo meridionale estremo, si presenta carico di influenze riconducibili alle dominazioni e ai popoli stabilitisi in questi territori nei secoli: messapi, greci, romani, bizantini, longobardi, normanni, albanesi, francesi, spagnoli.

## Cultura

### Eventi
Protettore del paese è Sant'Antonio da Padova i cui festeggiamenti si svolgono dal 19 al 21 agosto. La festa si apre con la Processione e la Santa Messa. Nelle serate si susseguono concerti bandistici e musicali e fuochi pirotecnici.
Compatroni del paese sono la Madonna dell'Itri o dell'Acqua e San Giuseppe festeggiati rispettivamente il primo giovedì dopo Pasqua e il 19 marzo.
Il culto per Sant'Antonio e quello per la Madonna dell'Itri deriva da eventi miracolosi. Mentre Sant'Antonio intervenne a salvare il paese dalla pestilenza che nel XVIII secolo procurò gravi perdite di vite umane, la Vergine intervenne a scongiurare durante una terribile siccità, nel XVII secolo, la perdita del raccolto con un'abbondante pioggia.
Nel mese di agosto si svolgono importanti manifestazioni: il 13 è il giorno di Santu Donnu, una festa campestre legata alla statua di questo "non santo" che si celebra dal 1949 in aperta campagna, presso la località Nociglia Fontana al confine con il comune di Supersano; il 23 si organizza la sagra della Puccia con i pezzetti di carne equina.
Inoltre da alcuni anni si tengono la sagra de lu noce, l'ultimo sabato di luglio a cura della locale Pro-loco, e nei primi giorni di agosto, una manifestazione di musica popolare (Pizzica) in ricordo di Giovanni Sancesario artigiano nocigliese considerato il più grande costruttore di tamburelli salentini, scomparso nel 2006.

## Infrastrutture e trasporti

### Strade
I collegamenti stradali che interessano Nociglia sono:
- Strada statale 16 Adriatica;
- Strada statale 275 di Santa Maria di Leuca, Maglie-Santa Maria di Leuca;
- Strada Provinciale 86, Nociglia-Supersano;
- Strada Provinciale 159, Nociglia-Poggiardo;
- Strada Provinciale 37, Nociglia-Surano.

## Amministrazione
Di seguito è presentata una tabella relativa alle amministrazioni che si sono succedute in questo comune.

Amministrazione Attuale: Vincenzo Vadrucci attualmente in carica
Partito "Cambiamo insieme" lista civica
| Periodo        | Periodo         | Primo cittadino   | Partito                     | Carica  | Note   |
| -------------- | --------------- | ----------------- | --------------------------- | ------- | ------ |
| 4 luglio 1988  | 7 giugno 1993   | Antonio Gnoni     | Democrazia Cristiana        | Sindaco | [ 10 ] |
| 7 giugno 1993  | 28 aprile 1997  | Giuseppe Fracasso | Partito Socialista Italiano | Sindaco | [ 10 ] |
| 28 aprile 1997 | 14 maggio 2001  | Salvatore Falco   | centro-sinistra             | Sindaco | [ 10 ] |
| 14 maggio 2001 | 30 maggio 2006  | Antonio Ruggieri  | lista civica                | Sindaco | [ 10 ] |
| 30 maggio 2006 | 17 maggio 2011  | Giuseppe Fracasso | lista civica                | Sindaco | [ 10 ] |
| 16 maggio 2011 | 04 ottobre 2021 | Massimo Martella  | Lista civica "In Movimento" | Sindaco | [ 10 ] |